# تاريخ البوذية
يمتد تاريخ البوذية منذ القرن السادس قبل الميلاد وحتى الوقت الحالي؛ حيث بدأت هذه الديانة مع ميلاد بوذا سيدهارتا غوتاما في شبه قارة الهند، وتعرف الآن باسم لومبيني (Lumbini)، نيبال. وهذا يجعلها واحدة من أقدم الديانات التي تمارس في يومنا هذا. وقد نشأت هذه الديانة وانتشرت في منطقة شمال شرق شبه القارة الهندية من خلال آسيا الوسطى وشرق وجنوب شرق آسيا. وأثَّرت هذه الديانة من وقت لآخر في معظم القارة الآسيوية. ويتميز تاريخ البوذية بتطور العديد من الحركات والانشقاقات والمدارس، فمن بينها تقاليد تيرافادا (Theravada) وماهايانا (Mahayana) وفاجرايانا (Vajrayana)، إضافة إلى الفترات المختلفة من التوسع والتراجع.
يمتد تاريخ البوذية من القرن السادس قبل الميلاد وحتى الوقت الحاضر. نشأت البوذية في الجزء الشرقي من الهند القديمة، داخل وحول مملكة ماجادها القديمة (الآن في بهار، الهند)، وتستند إلى تعاليم سيدهارتا غوتاما. وهذا يجعلها واحدة من أقدم الأديان التي تمارس اليوم. تطور الدين مع انتشاره من المنطقة الشمالية الشرقية لشبه القارة الهندية عبر وسط وشرق وجنوب شرق آسيا. في وقت من الأوقات، أثرت البوذية على معظم القارة الآسيوية. يتميز تاريخ البوذية أيضًا بتطور العديد من الحركات والانشقاقات والمدارس، من بينها مذاهب تيرافادا وماهايانا وفاجرايانا، مع فترات متناقضة من التوسع والتراجع.

## حياة البوذا
كان سيدهارتا غوتاما المؤسس التاريخي للبوذية. تشير المصادر المبكرة إلى أنه ولد في جمهورية شاكيا الصغيرة (بالبالية: ساكا)، التي كانت جزءًا من مملكة كوسالا في الهند القديمة، والآن في نيبال عصرنا الحالي. لهذا يُعرف أيضًا باسم الشاكياموني (حرفيًا: «حكيم عشيرة الشاكيا»). كان يحكم الجمهورية مجلس من أرباب الأسر المعيشية، وولد غوتاما لإحدى هذه النخب بحيث وصف نفسه بكشاتريا عند التحدث مع البراهمة. لا تحتوي النصوص البوذية المبكرة على حياة مستمرة لبوذا، ولكن كانت هنالك «سير حياتية» مختلفة في وقت لاحق، بعد عام 200 قبل الميلاد، وبها الكثير من التنميق الأسطوري المكتوب. على الرغم من ذلك، تتفق جميع النصوص على أن غوتاما تخلى عن حياة رب الأسرة المعيشية وعاش كسمنية زاهد لبعض الوقت يدرس تحت إشراف معلمين مختلفين، وذلك قبل بلوغ النيرفانا (الانطفاء) والبودي (الصحوة) من خلال التأمل.
خلال الـ 45 سنة المتبقية من حياته، تنقل في سهل الغانج في وسط الهند (منطقة نهر الغانج/الغانغا وروافده)، ونشر تعاليم مذهبه لمجموعة متنوعة من الناس من مختلف الطبقات، وشرع في تكوين نظام الرهبان خاصته. أرسل البوذا تلاميذه لنشر تعاليمه في جميع أنحاء الهند، وكون أيضًا نظامًا للراهبات. حث تلاميذه على التعليم باللغة أو اللهجات المحلية. أمضى الكثير من وقته بالقرب من مدن سافاتي، وراجاجاها، وفيسالي (بالسنسكريتية: سرافستي، وراجاجرها، وفايسالي). بحلول وقت وفاته في عامه الـ 80، كان لديه الآلاف من الأتباع.
شهدت السنوات التي أعقبت وفاة بوذا ظهور العديد من الحركات خلال الـ 400 سنة التالية: ظهرت أولًا مدارس بوذية النيكايا، التي بقيت منها تيرافادا اليوم فقط، وبعد ذلك تشكلت ماهايانا وفاجرايانا، طوائف عموم البوذية القائمة على قبول نصوص جديدة ومراجعة التقنيات القديمة.
أشار أتباع البوذية، الذين يطلق عليهم البوذيين باللغة العربية، إلى أنفسهم باسم الساكيان أو الساكيابهيكسو في الهند القديمة. يؤكد الباحث البوذي دونالد إس. لوبيز أنهم استخدموا أيضًا مصطلح بَوّذا، على الرغم من أن العالم ريتشارد كوهين يؤكد أن هذا المصطلح لم يستخدم إلا من قبل الأجانب لوصف البوذيين.

### البوذية في العصور المبكرة
بعد وفاة بوذا، ظلت السانغا البوذية (مجتمع رهباني) متمركزة في وادي الغانج، وانتشرت تدريجيًا من قلبها القديم. تسجل المصادر الكنسية مجالس مختلفة، فيها سرد رهبان السانغا ونظموا المجموعات المنقولة شفويًا من تعاليم بوذا وحلوا بعض المشكلات التأديبية داخل المجتمع. شككت الدراسات الحديثة في صحة هذه الروايات التقليدية ودقتها التاريخية.
يُقال تقليديًا إن المجلس البوذي الأول عُقِد بعد بارينيرفانا بوذا مباشرة، وترأسه ماهاكاسابا، أحد كبار تلامذته، في راجاجرها (راجغير اليوم) بدعم من الملك أجاتاشترو. وفقًا لتشارلز بريبش، شكك جميع الدارسين تقريبًا في الدقة التاريخية لهذا المجلس الأول. بمرور الوقت، انقسمت هاتان الأخويتان الرهبانيتان إلى مدارس بوذية مبكرة مختلفة. أنجبت ثافيراز عددًا كبيرًا من المدارس المؤثرة، بما في ذلك سارفاستيفادا، وبودجلافادا (المعروفة أيضًا باسم فاتسيبوتريا)، ودارماجوبتاكا، وفيبهاجيفادا (ينحدر متبعي التيرفادا منها). في الوقت نفسه، طور متبعي مدرسة مهاسماغيكا مدارسهم ومذاهبهم الخاصة في وقت مبكر، ويمكن رؤية ذلك في نصوص مثل مهافاستو، المرتبطة باللوكوترفادا، أو مدرسة «التسامي»، والتي قد تكون هي نفس مدرسة إيكافيافاهاريكا أو مدرسة «أحاديي النطق». يُنظر إلى هذه المدرسة على أنها تنبأ ببعض أفكار ماهايانا، خاصةً بسبب وجهة نظر متبعيها بأن جميع أعمال غوتاما بوذا كانت «متسامية» أو «فوق دنيوية»، حتى تلك التي أداها قبل بلوغه البوذية.
في القرن الثالث قبل الميلاد، بدأ بعض البوذيين في إدخال تعاليم منهجية جديدة تسمى أبهيدارما، استنادًا إلى قوائم أو جداول سابقة (ماتركا) من الموضوعات العقائدية الرئيسية. على عكس النيكايا، التي كانت مواعظ أو خطابات نثرية، تألف أدب أبهيدرما من عرض عقائدي منظم وغالبًا ما اختلف عبر المدارس البوذية التي اختلفت حول نقاط العقيدة. سعى أبهيدرما إلى تحليل جميع الخبرات إلى مكوناتها النهائية، أو الأحداث الهائلة، أو العمليات، التي تسمى دهارماس.

## وصلات خارجية
- Historical Interactions between Buddhism and Islam
- History of Buddhism and Bon
- The Birth of Buddhism